# Steyr 50 (Traktor)
Der Traktor Steyr 50 (Steyr 50 a ab 1968 mit Allradantrieb) aus der Steyr Plus-Serie von Steyr Daimler Puch wurde von 1967 bis 1970 gebaut.
1966 wurde die bestehende Jubiläumsserie mit orangefarbener runder Motorhaube durch die neue Plus-Serie schrittweise abgelöst, wobei der Steyr 50 dieser Baureihe 1967 den Steyr 290 der Jubiläumsserie ersetzte. Der wassergekühlte Dieselmotor des Typs WD 407 mit vier Zylindern und 3,017 l Hubraum hatte eine Leistung von rund 37 kW (50 PS). Das Getriebe hatte acht Vorwärtsgänge und acht Rückwärtsgänge, auf Wunsch auch bis zu 16 Vorwärtsgänge und 16 Rückwärtsgänge. Die Höchstgeschwindigkeit wurde mit 27 km/h angegeben.
Der Traktor war als Steyr 50 in der Hinterradversion und als Steyr 50 a in einer Allradversion erhältlich. Eine Kabine war auf Wunsch zu haben. Verkauft wurden vom Steyr 50 und vom Steyr 650 gesamt 17.740 Exemplare, von den Allradversionen 50 a und 650 a nur 1.520 Stück.
Die Karosserie wurde vom französischen Industriedesigner Louis Lucien Lepoix entworfen.
Der Traktor wurde 1971 durch den Steyr 650 abgelöst, der sich neben der Typenbezeichnung hauptsächlich durch den geringfügig größeren Hubraum des Motors und der Verlegung des Auspuffrohres nach oben unterschied.